# 서양고전학
서양고전학(西洋古典學, Classics)은 서양의 고전을 연구하는 학문이다. 일반적으로 고전 그리스어, 라틴어로 쓰여진 서양의 고전 문헌을 취급하는 학문을 총칭한다. 그 성격상 철학, 문학, 역사학 및 신약 성서학 등의 일부를 포함한다.
주로 고전 고대라고 불리는 시대에 그리스, 로마 지역에서 쓰여진 문헌을 연구 대상으로 하지만, 고대 그리스어, 라틴어는 영향 범위가 넓고, 라틴어는 근대까지 사용되었기 때문에 연구 대상이 되는 문헌이 만들어진 지역은 거기에 머물지 않는다.

## 같이 보기
- 서양의 위대한 저서
- 신고전주의